# Gerente
Gerente é o indivíduo responsável pelo planejamento e controle da execução dos trabalhos de seus subordinados no dia-a-dia de uma determinada empresa.
No contexto da administração fiscal brasileira também corresponde a pessoa (em geral sócio-gerente) sobre a qual incide recolhimento de imposto (atualmente INSS) sobre pró-labore.

## Olho do dono
No Brasil é famoso o ditado "O olho do dono é que engorda o boi", e bem difundida a ideia, entre as pequenas empresas, de que sem o olho do dono o negócio não prospera. O termo "supervisor" é comumente utilizado, principalmente na indústria, para designar funcionário que exerce produtivamente função idêntica à de seus colegas, mas que ganha um adicional no seu salário para "emprestar seus olhos para o dono". Quando a supervisão é mais especializada, exercida para um número maior de funcionários, sem funções produtivas, recebe o nome de gerência.
Essa ideia de "olho do dono" provavelmente já era popular bem antes da colonização pecuária. Era manifesta, por exemplo, no antigo Império Aquemênida, onde não existia o conceito de embaixador, mas eram nomeados "olhos do rei".
"Emprestar seus olhos para o dono" traduz em poucas palavras a essência da tarefa e das responsabilidades do gerente, antes mesmo de planejar ou controlar.

## Ligações Externas
Por que existem mais gerentes do que líderes?